# Сент-Люсия на летних Олимпийских играх 2004
Сент-Люсия принимала участие в Летних Олимпийских играх 2004 года в Афинах (Греция) в третий раз за свою историю, но не завоевала ни одной медали. Сборную страны представляла 1 женщина.

## Состав олимпийской сборной Сент-Люсии

### Лёгкая атлетика
Спортсменов — 1
| Спортсмен        | Дисциплина | Финал     | Финал |
| Спортсмен        | Дисциплина | Результат | Место |
| ---------------- | ---------- | --------- | ----- |
| Зеферинус Джозеф | марафон    | 2:44,19   | 80    |